# Liste des sénateurs de la Haute-Savoie
Liste des représentants au Sénat pour le département de la Haute-Savoie de la Troisième République à nos jours.

## Cinquième République

### 2020- (en cours)
- Loïc Hervé (UDI)
- Cyril Pellevat (LR)
- Sylviane Noël (LR)

### 2014-2020
- Jean-Claude Carle (UMP puis LR). Il démissionne en août 2018 et est remplacé par Sylviane Noël (LR)
- Loïc Hervé (UDI)
- Cyril Pellevat (UMP puis LR)

### 2004- 2014
- Jean-Paul Amoudry (UDI)
- Jean-Claude Carle (UMP)
- Pierre Hérisson (UMP)

### 1995-2004
- Jean-Paul Amoudry (UDI)
- Jean-Claude Carle (UMP)
- Pierre Hérisson (UMP)

### 1986-1995
- Raymond Bouvier
- Bernard Pellarin
- Jacques Golliet

### 1977-1986
- Charles Bosson
- Raymond Bouvier
- Bernard Pellarin

### 1968-1977
- Arthur Lavy
- Charles Bosson

### 1959-1968
- Jean Clerc. Décédé en 1966, il est remplacé par son suppléant Paul Favre.
- Arthur Lavy

## Quatrième République

### 1958-1959
- Jean Clerc
- Arthur Lavy

### 1952-1958
- Jean Clerc
- François Ruin

### 1948-1952
- Jean Clerc
- François Ruin

### 1946-1948
- Charles Bosson
- René Rosset

## Troisième République

### 1936-1944
- Claudius Gallet (meurt en 1936).
- Paul Jacquier à partir de 1935.
- Joseph Blanc (meurt en 1941).
- Félix Braise (meurt en 1942).

### 1927-1936
- Fernand David (meurt en 1935). Paul Jacquier lui succède.
- Claudius Gallet
- Hippolyte Curral

### 1920-1927
- Émile Goy (meurt en 1925). Hippolyte Curral lui succède.
- Fernand David
- Claudius Gallet

### 1910-1920
- César Duval (meurt en 1910).
- Émile Chautemps (meurt en 1918).
- Jules Mercier
- Émile Goy

### 1900-1909
- Félix Francoz
- André Folliet (meurt en 1905). Émile Chautemps lui succède.
- César Duval

### 1891-1900
- Alfred Chardon (meurt en 1893). André Folliet lui succède.
- Louis Chaumontel (meurt en 1892). Félix Francoz lui succède.
- César Duval à partir de 1898.

### 1882-1891
- Alfred Chardon
- Louis Chaumontel

### 1876-1882
- Alfred Chardon
- Louis Chaumontel